# The Common Enemy
The Common Enemy è un cortometraggio muto del 1910 sceneggiato e diretto da Otis Turner.

## Produzione
Il film fu prodotto dalla Selig Polyscope Company

## Distribuzione
Distribuito dalla Selig Polyscope Company, il film - un cortometraggio in una bobina - uscì nelle sale cinematografiche statunitensi il 4 aprile 1910.